# Gerard Callenburgh
Gerard Callenburgh, né le 6 décembre 1642 à Willemstad et mort le 8 octobre 1722 à Flardingue, est un amiral hollandais des XVIIe et XVIIIe siècles.

## Biographie
Gerard Callenburgh naît en 1642 dans une famille modeste, son père est commerçant en bois, mais il choisit d'entrer dans la Marine de la république des Provinces-Unies en 1661 en tant que cadet, il sert dans l'amirauté de la Meuse. Il est nommé second lieutenant en mai 1666 pendant la Deuxième guerre anglo-néerlandaise. Le 10 février 1671 il est promu lieutenant. Pendant la Troisième guerre anglo-néerlandaise, il sert sur le navire amiral de Michiel de Ruyter, De Zeven Provinciën, à la bataille de Solebay. Il est promu capitaine de vaisseau surnuméraire le 15 mars 1673 et sert comme second flag captain du De Zeven Provinciën lors de la bataille de Texel, sous les ordres du capitaine Pieter de Liefde. Le 13 février 1674, il est promu capitaine de vaisseau.
En 1676, il commande l'Eendragt, le navire amiral de Ruyter dans la Méditerranée. Lorsque Ruyter est tué à la Bataille d'Agosta la même année, il devient vice-amiral de l'escadre, rapportant aux Provinces-Unies la dépouille de l'amiral.
En 1688, il est capitaine du Maagd van Dordrecht dans la flotte d'invasion de Guillaume III d'Orange-Nassau pendant la « Glorieuse Révolution ». Ses excellentes relations avec le stathouder l'aide à être nommé vice-amiral de l'Amirauté du Quart nord le 16 avril 1689. En 1690, il combat à la bataille du cap Béveziers sur le West-Friesland. Le 18 avril 1692, il retourne à l'Amirauté de la Meuse à Rotterdam, à bord du nouveau De Zeven Provinciën, quatrième du nom, comme navire amiral. Cependant, le 20 novembre 1697, il est à nouveau affecté à l'Amirauté du Quart nord dont il devient le Lieutenant-Admiral.
Il se distingue enfin pendant la guerre de Succession d'Espagne. En 1702, le Beschermer (90 canons) est son navire amiral lors de la bataille dans la baie de Vigo. En 1704, il participe à la prise Anglo-néerlandaise de Gibraltar, et aide à sa défense lors de la bataille navale de Vélez-Málaga en tant que commandant de l'arrière-garde. Le 14 février 1709, il est réaffecté à l'Amirauté d'Amsterdam; le 19 février 1711, il passe à nouveau à l'Amirauté de la Meuse, faisant de lui le commandant opérationnel suprême de la flotte hollandaise, bien qu'il ne prit part à aucun combat avec cette charge. De tels changements d'affectation, très rares au début du XVIIe siècle, deviennent plus fréquent à l'époque à mesure que la centralisation des Provinces-Unies croît et que la loyauté à la province d'origine s'estompe.
Entre 1678 et 1711, Callenburgh est un membre du vroedschap (conseil communal) de Flardingue et est souvent désigné pour en être un des bourgmestres pour une période donnée. Il décède à Flardingue, le 8 octobre 1722, à l'âge de 79 ans.

## Postérité
Un classe de destroyers hollandais a été baptisée en son honneur : la classe Gerard Callenburgh.

## Sources et bibliographie
- (nl) T. van Gent, 17 Zeventiende eeuwse admiralen en hun zeeslagen, Plantijn Casparie Hilversum/Koninklijke Vereniging van Marineofficieren, 2000

- (en) Cet article est partiellement ou en totalité issu de l’article de Wikipédia en anglais intitulé « Gerard Callenburgh » (voir la liste des auteurs).